# Theroscopus hemipteron
Theroscopus hemipteron är en stekelart som först beskrevs av Riche 1791.  Theroscopus hemipteron ingår i släktet Theroscopus och familjen brokparasitsteklar. Inga underarter finns listade i Catalogue of Life.